# Haus der Lüge
Albums de Einstürzende Neubauten
Fünf auf der nach oben offenen Richterskala
(1987) Tabula rasa
(1993)
Haus der Lüge (« La maison du mensonge » en allemand) est le cinquième album studio du groupe de musique industrielle Einstürzende Neubauten, sorti en 1989.

## L'album
La jaquette représentant un cheval rouge sur fond noir en train d'uriner, est une gravure sur bois de l'artiste allemand de la renaissance Hans Baldung.

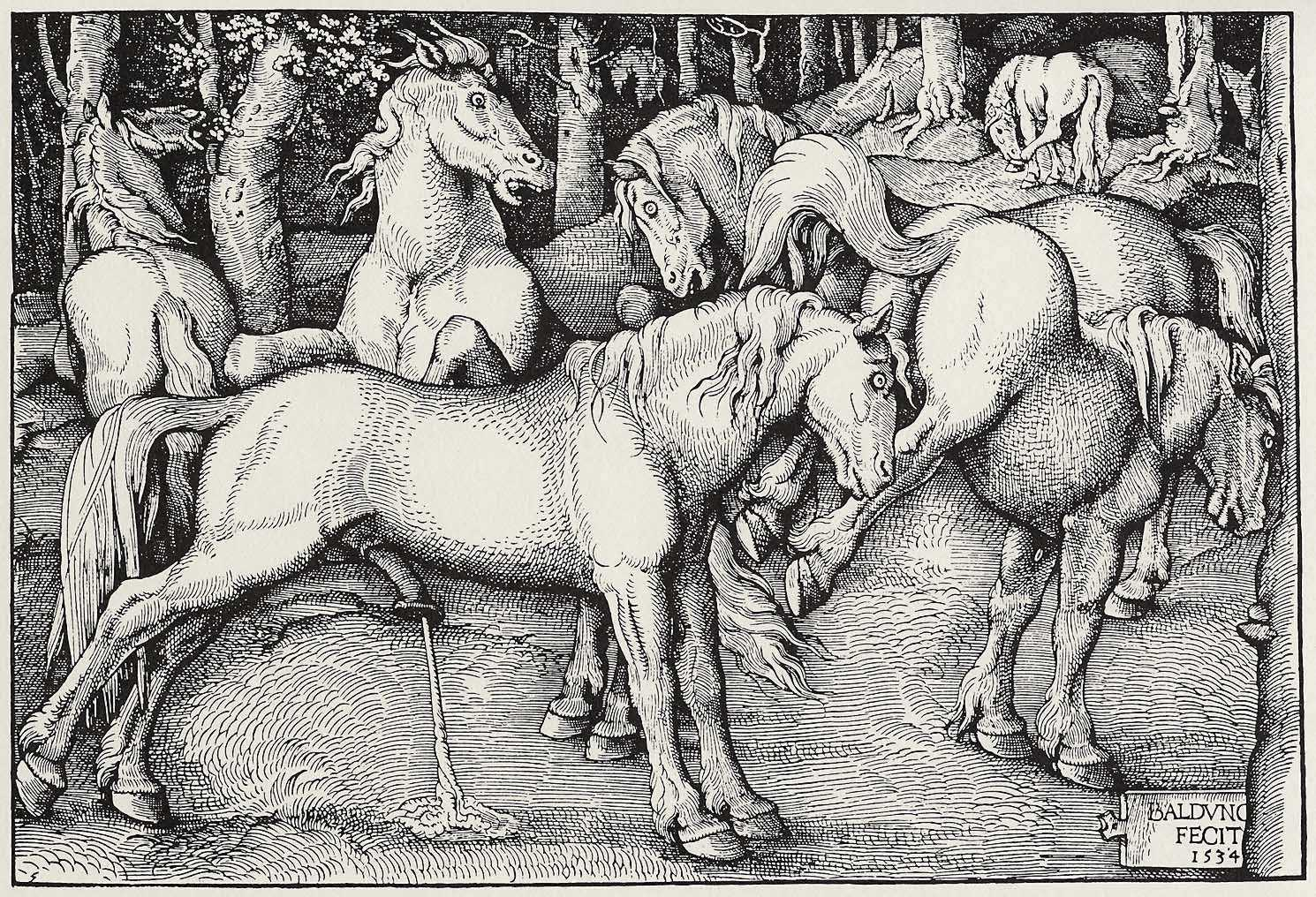
Gravure de Hans Baldung (1534), utilisée pour la couverture de l'album.

Le morceau Partymucke (« musique de teuf ») a été écrite pour la pièce de théâtre Andi de Peter Zadek dans laquelle le groupe a joué à maintes reprises.
Maifestspiele fait référence aux manifestations de Kreuzberg du premier mai.

### Titres
1. Prolog - 1:50
2. Feurio! - 6:02
3. Ein Stuhl in der Hölle) - 2:09
4. Haus Der Lüge - 4:00
5. Epilog - 0:28
6. Fiat Lux - 12:24
a) Fiat Lux
b) Maifestspiele
c) Hirnlego
7. Schwindel - 3:58
8. Der Kuss - 3:37
9. Feurio! - 4:47
10. Partymucke - 3:52
11. Feurio! (Türen Offen)  - 4:47

### Musiciens
- Blixa Bargeld – chant
- Alexander Hacke – guitare
- Mark Chung – basse
- N.U. Unruh – percussion, chant, divers
- F.M. Einheit – percussion, chant, divers